# کوشانشهر

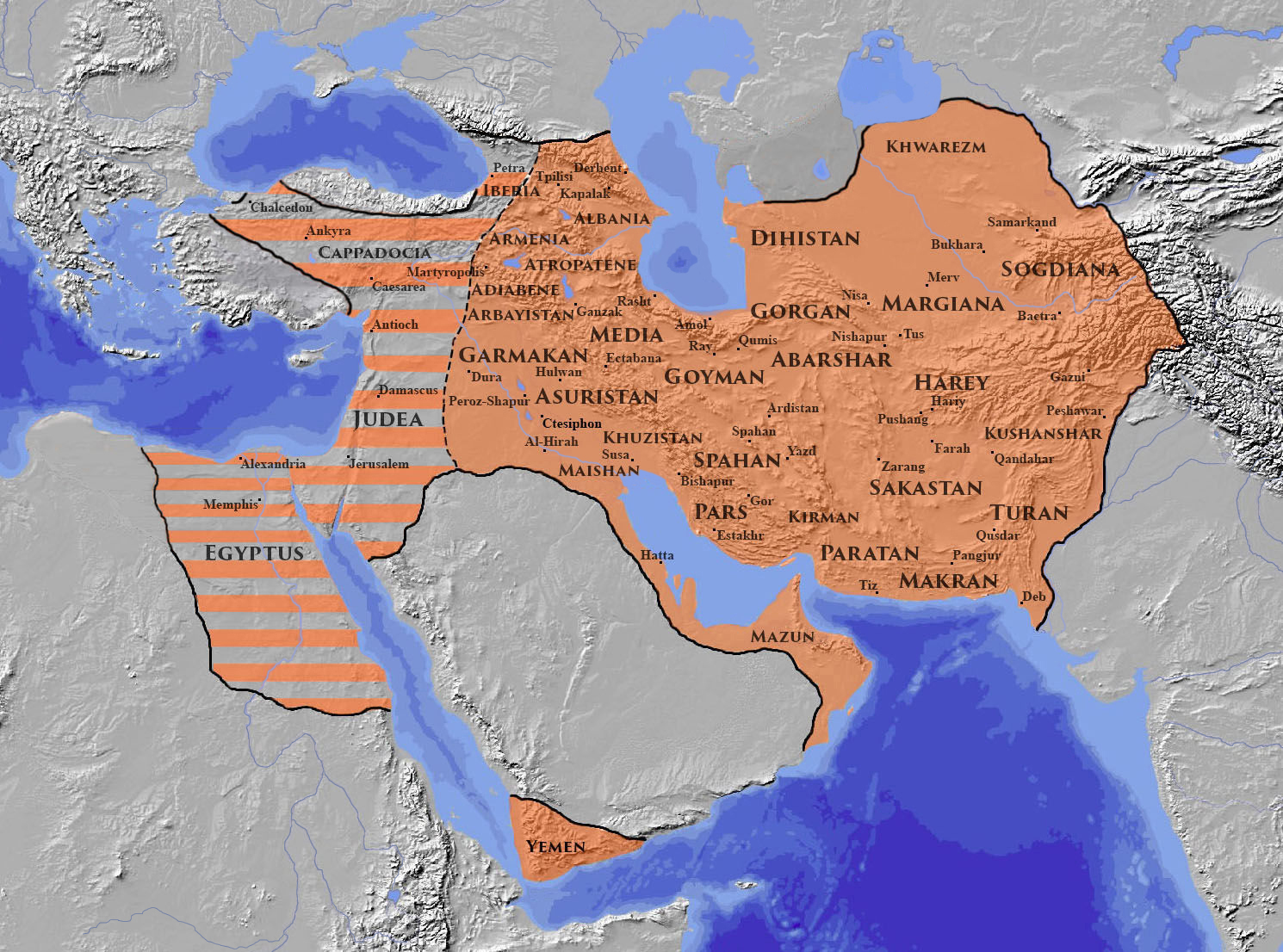
نقشه شاهنشاهی ساسانی. کوشانشهر در شرق آن واقع شده‌است.

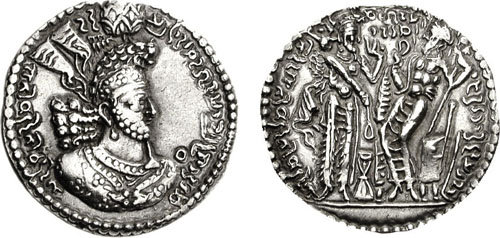
یک سکه کوشانی-ساسانی متعلق به هرمز یکم کوشانشاه

کوشانشهر یکی از استان‌های شاهنشاهی ساسانی بود که در منطقه بین دره کابل و دره پیشاور واقع گردیده بود. منطقه باختر یا در دوران متاخرتر، تخارستان، مرکز این استان و شرق ایرانشهر بود که بر سغد و گنداره نیز نظارت داشت و با فتح این ناحیه، ساسانیان به این امکان دست پیدا کردند تا بر راه‌های تجاری آسیای میانه نظارت کنند. همچنین به دلیل اهمیت ادامه تجارت با هند، حاکمان این منطقه ضرب سکه به شکل سکه‌های کوشانی ادامه دادند.
کوشانشهر با حمله کیداریان سقوط کرد. با این حال ساسانیان در نیمه‌های سدهٔ ششم میلادی با موفقیت هپتالیان را (که کیداریان را کنار زده بودند) شکست دادند و بار دیگر ایران شرقی تحت حاکمیت شاهنشاهی ساسانی در آمد، اما شاهنشاهی ایران در میانه‌های سدهٔ هفتم میلادی توسط مسلمانان فتح شد و به فرمانروایی ساسانیان در این منطقه پایان داد.